# Diaeretus leucopterus
Diaeretus leucopterus är en stekelart som först beskrevs av Alexander Henry Haliday 1834.  Diaeretus leucopterus ingår i släktet Diaeretus och familjen bracksteklar. Arten är reproducerande i Sverige. Inga underarter finns listade i Catalogue of Life.